# 宮下孝吉
宮下 孝吉 （みやした こうきち、1900年10月27日 - 1971年6月5日）は、日本の西洋経済史学者。神戸大学名誉教授。元日本学術会議会員。

## 人物・経歴
静岡県細江町（現浜松市）生まれ。浜松商業学校（現静岡県立浜松商業高等学校）を経て、1922年神戸高等商業学校（現神戸大学）第二学年修了。1925年東京商科大学（現一橋大学）卒業。神戸で坂西由蔵に師事し、東京では坂西の師である福田徳三に師事した。また在学中三浦新七からも文明史の指導を受けた。
失明した坂西の後任候補として1925年に母校神戸高等商業学校講師となる。一年志願兵（歩兵第6連隊）、大日本帝国陸軍一等計手を経て、1927年神戸高等商業学校教授。
1928年から文部省在外研究員としてイギリス、アメリカ等に留学し、ウィーン大学でアルフォンス・ドプシュに師事した。1929年陸軍三等主計。1930年神戸商業大学（現神戸大学）助教授。1935年同教授。1937年陸軍主計少尉。1939年陸軍主計中尉。1942年応集解除。
1946年従四位勲三等瑞宝章。1949年神戸大学経済学部教授。1950年神戸大学附属図書館長。1952年経済学博士の学位を取得。1956年神戸大学経済学部長。1960年日本学術会議会員。1963年定年退官、神戸大学名誉教授、関西大学商学部教授。1971年従三位勲二等瑞宝章。

## 著書
- 『中世獨逸都市制度の成立に関する研究』宝文館 1928年
- 『經濟史』三和書房 1951年
- 『経済史学 : その発達と性格』三和書房 1952年
- 『経済史概論』三和書房 1952年
- 『ヨーロッパにおける都市の成立』創文社 1953年
- 『一般経済史要』三和書房 1953年
- 『経済史要』三和書房 1955年
- 『西洋経済史 : 古代・中世』三和書房 1957年
- 『西洋中世都市発達の諸問題』一条書店 1959年
- 『経済史教材』晃洋書房 1966年
- 『西洋古代・中世経済史』ミネルヴァ書房 1967年
- 『Beiträge zur japanischen Geldgeschichte』Scientia Verlag 1978年

### 共著
- 増田四郎、宮下孝吉、高村象平、小松芳喬、五島茂『西洋経済史』 上巻、有斐閣、1955年5月。ISBN 9784641060579。
- 増田四郎、宮下孝吉、高村象平、小松芳喬、五島茂『西洋経済史』 中巻、有斐閣、1956年12月。ISBN 9784641060586。